# Thach
Pour les articles homonymes, voir Thach.
 (novembre 2017).
Si vous disposez d'ouvrages ou d'articles de référence ou si vous connaissez des sites web de qualité traitant du thème abordé ici, merci de compléter l'article en donnant les références utiles à sa vérifiabilité et en les liant à la section « Notes et références ».
Thach est l'un des patronymes communs censés représenter la population de l'ex-Cochinchine (les Khmers Krom). Il a été imposé sous le règne de l'empereur le plus autoritaire de la dynastie Nguyen, l'autocrate Minh Mang (1820 - 1841) dans le but de simplifier le recensement et de contrôler plus efficacement les autochtones de ce territoire nouvellement conquis.
On peut distinguer géographiquement ces patronymes communs à travers les provinces de l'ex-Cochinchine, devenue depuis l'annexion vietnamienne, le sud-Vietnam actuel :
- les Thach sont originaires de la province de Trà Vinh (ex-Preah Trapeang) ainsi que les Son et dans une moindre mesure, les Kien ;
- les Kim résident principalement dans la province de Sóc Trăng (ex-Khleang) ;
- les Chau vivent majoritairement à Chau Doc, Sa Dec (ex-Phsar Dek).

Quant aux Danh, ils se fixent dans la province de Rach Gia (ex-Kramuon Sar). Cependant il n'existe aucun patronyme commun pour les femmes de cette contrée : celles-ci ne portent que leurs prénoms, précédé par un « Thi », mot qui, dans le vocabulaire vietnamien, ne représente qu'un terme secondaire se substituant au prénom principal de la gent féminine.